# Шевичка пећина
Шевичка пећина је пећина која се налази у општини Кучево, у Источној Србији.Ово је потенцијално најдужи спелеолошки објекат општине од око 3km. Пећина се још назива и „Вртеч“. 

## Положај
Шевичка пећина налази се у области крашког рељефа, који се простире у западном и јужном делу општине Кучево. Цео овај простор обрастао је високом травом и изолованим шумарцима, испресецан речним токовима и бројним вртачама које су тешко приступачне. Улаз у пећину налази се у једној долиници, на локалитету Мали вртеч, североисточно од коте 579. Дном ове долинице оджава се маловодни поточић који се одржава током целе године и понире у пећини.Пећина почиње од понора реке. За разлику од Дубочке пећине, Шевичка пећина је скривена толико да се поред ње може проћи, а не приметити је. Као и бројне пећине кучевског краја, носи име по селу у чијем се атару налази.Од села Шевица је правилинијски удаљена свега 9km. До пећине се долази сеоским путем.

## Досадашња истраживања
Спелеолошка екипа Р. Лазаревића вршила је истраживања пећине у више наврата. Прво истраживање пећине је организовано 11.1.2001. године. Тада је пећина истражена до првог водопада, код т. 13, пошто екипа није имала одговарајућу опрему да се савлада каскада висине 5,8m. Друго истраживање организовано је исте године, 15.9. Уз одговарајућу опрему водопад је савладан, али још већи изазов се показао одсек са водопадом висине 12,5m са језером на дну, код т. 22. Треће истраживање органзовано је 22.8.2003. године. Истражен је потез главног канала у дужини од око 50m. Ту је истаживање прекинуто јер се од главног канала наставља низак канал и потопљено речно корито.

## Спелеолошке карактеристике
Шевичка пећина је пећина понорског типа. Улаз у пећину се назани н висини од 495,8m. Широк је 12m, а висок 5m. Висинска разлика између улаза у пећину и краја истраженог дела износи 50,8m. У пећини је издвојено неколико целина и то Улазна дворана, Црквени канал, Канал између водопада, Језерски канал и Повратни канал.

### Улазна дворана
Улазна дворана је каскадног типа, са више одсека акумулативног порекла, висине преко једног метра. Десни зид дворане је делом разорен, тако да дворана има дневно светло и одавде, поред улаза. Улазна дворана дугачка је 22m, са максималном ширином од 20m. Дужина споредних канала износи 55m. Дворана је без пећинског накита због повременог разарања таванице и зидова.

### Црквени канал
Црквени канал почиње од т. 2 и пружа се до првог водопада. Укупна дужина канала је 115m. Ширина канала се креће од 2 до 7 метара, а висина од 1,5 до 18 метара, изнад т. 13. Име носи по раскошној дворани која својом унутрашњом архитектуром и орнаментиком подсећа на цркву. Канал је силазан са честим каскадама испод којих се налазе вирови. У каналу се налазе два камена моста, на висини од 3,5 и 1,2 метара. Од т. 6 до водопада таваница и зидови су богати пећинским накитом: сталактитима, сталагмитима, драперијама.Канал се састоји из три дела, Цркве, Крстионице и Певнице. Црква је издужена дворана дужине 20m, са највећом ширином од 12m и максималном висином од 16m. Ово је најатрктивнији део Шевичке пећине и њена највећа дворана. Поред левог зида налази се бели калцитни салив, изрезбарен минијатурним кадама. Кадице су напуњене водом, те се називају Крстионица. Широки канал, равног дна, дужине 8m назива се Певница, због јаког жубора воде.

### Канал између два водопада
Након првог водопада, савладаног у другом истраживању пећине, образовало се језеро у џиновском лонцу, дугачко 5m, широко 1,8m, дубине преко једног метра. До дргог водопада води силазни, каскадни канал, са плитким вировима. Укупна дужина канала између два водопада износи 66m.

### Језерски канал
Ширина канала на улазу износи 2m, а висина 5m. Укупна дужина Језерског канала је 83m. Након другог водопада висине 11,5m налази се језеро дужине 5m и ширине 5,5m. Висина таванице се слушта од 12m до свега 1m. Од т. 28 пролазност Главним каналом је отежана због одрона који је условио отежано отицање воде и таложење финог пешчаног наноса.

### Повратни канал
Ово је узлазни канал, узан и висок. Веома је богат већинским накитом.Овај канал се налази испод Главног калана и избија у близини првог нижег водопада. Висинска разлика између ова два канала на појединим местима није већа од пола метра. Улаз у повратни канал ширине је 0,6m, а висине 0,7m. Укупна дужина Повратног канала је 60m.

## Хидролошке карактеристике
Приликом прва два истраживања Шевичке пећине, протицај реке која понире у пећину износио је 2-3l/s, био је без већих промена. Приликом трећег истраживања износио је око 2l/s.

## Климатске карактеристике
Температура и релативна влажност ваздуха измерене су током другог истаживања на два места, изван пећине и код т. 13, изнад првог водопада. Узван пећине температура ваздуха износила је 14°C, док је релативна влажност ваздуха износила 89%. Температура ваздуха код т. 13 износила је 13°C, а релативна влажност ваздуха износила је 88%.